# Seve Ballesteros
Severiano „Seve“ Ballesteros Sota (9. dubna 1957 – 7. května 2011) byl španělský profesionální golfista a bývalá světová jednička v golfovém žebříčku. Golfové kariéře se věnoval od poloviny sedmdesátých let do poloviny devadesátých let. První větší úspěch v golfu získal v devatenácti letech v roce 1976, kdy se umístil na druhém místě na Open Championship. Ballesteros mezi lety 1979 a 1988 zvítězil v 5 turnajích kategorie major, z toho třikrát na turnaji Open Championship a dvakrát turnaj Masters. Byl také opakovaným úspěšným účastníkem Ryder Cupu, kde s týmem Evropy pětkrát zvítězil, z toho dvakrát jako kapitán. Nejlépe je znám pro svoji krátkou hru, zatímco jeho hra z odpaliště byla pověstně nepřesná.
Z důvodu vleklých zranění zad začala Ballesterosova forma během devadesátých let upadat. Aby se mohl dále věnovat golfu, tak spustil sérii turnajů s názvem Seve Trophy, vedle toho podnikal v oblasti výstavby golfových hřišť. Ballesteros odešel ze soutěžního golfu v roce 2007, důvodem byla dlouhodobě špatná forma. V následujícím roce byl Ballesterosovi diagnostikován zhoubný mozkový nádor. V roce 2010 byly zveřejněny zprávy, že se Seve Ballesteros chce vrátit na Open Championship, vzhledem k doporučení lékařů však do St. Andrews na turnaj neodcestoval.
Ballesteros byl podruhé oceněn cenou Lifetime Achievement v rámci cen BBC Sports Personality Awards 2009. Ocenění mu předal u něj doma ve Španělsku jeho přítel a spoluhráč z rydercupového týmu José María Olazábal.
Při léčbě rakoviny mozku podstoupil Ballesteros několik operací. Na následky onemocnění zemřel 7. května 2011.